# Родриго Галато
Родриго Жозе Галато (на португалски: Rodrigo José Galatto) или просто Галато (Galatto), е бразилски футболист, вратар на Крисиума. През 2010 г. играе под наем за Литекс (Ловеч) за срок от една година.

## Литекс Ловеч
Родриго Галато пристига в Литекс на 22 януари 2010 година и подписва едногодишен договор за наем до 31 декември 2010 г. Прави официален дебют за отбора на 26 февруари при победата над Локо (Мз.) с 3:0 в мач от първенството на А група. С „оранжевите“ става Шампион на България за Сезон 2009-10, излиза като титуляр в 17 мача, четири от които в турнира от Шампионска лига. На 4 август 2010 г. при гостуването на Жилина в среща от същия турнир Галато изиграва последния си мач с екипа на Литекс. В тази среща бразилецът блести с изявите си и успява да спаси дузпа изпълнена от състезател на домакините. На 7 август 2010 г. подписва 3-годишен договор със състезаващия се в Примера Дивисион Малага. Стойността на контракта е 1,2 милиона евро, а Литекс получават 200 000 като процент от трансфера. Контрактът на Галато с испанския клуб е за три години, а клаузата му за разтрогване е 20 милиона евро. На 19 април 2013 г. подписва договор с бразилския елитен Крисиума.

## Успехи
Гремио
- Кампеонато бразилейро Б: 2005
- Кампеонато Гаучо шампион: 2006, 2007

 Атлетико Паранаенсе
- Кампеонато Параненсе: 2009

 Литекс (Ловеч)
- Шампион на България - 2009/10